# Мануель Лансіні
Мануель Лансіні (ісп. Manuel Lanzini, нар. 15 лютого 1993, Ітусаїнго, Аргентина) — аргентинський футболіст, фланговий півзахисник клубу «Рівер Плейт».
Виступав, зокрема, за клуби «Рівер Плейт», «Вест Гем Юнайтед» та «Флуміненсе», а також молодіжну збірну Аргентини.
У 2014 році став чемпіоном Аргентини у складі футбольного клубу «Рівер Плейт».

## Клубна кар'єра
Вихованець футбольної школи клубу «Рівер Плейт». Дорослу футбольну кар'єру розпочав 2010 року в основній команді того ж клубу, в якій провів один сезон, взявши участь у 22 матчах чемпіонату. Більшість часу, проведеного у складі «Рівер Плейта», був основним гравцем команди.
Своєю грою за цю команду привернув увагу представників тренерського штабу бразильського клубу «Флуміненсе», до складу якого приєднався на правах оренди в 2011 році. Відіграв за команду з Ріо-де-Жанейро один сезон. Граючи у складі «Флуміненсе», також здебільшого виходив на поле в основному складі команди.
2012 року повернувся до клубу «Рівер Плейт», де і провів наступні два сезони. Тренерський штаб клубу розглядав його як гравця основного складу.
Протягом 2014—2015 років захищав кольори клубу «Аль-Джазіра».
До складу клубу «Вест Гем Юнайтед» приєднався на умовах оренди 2015 року. Перед сезоном 2016/17 уклав з лондонцями, які скористалися опцією викупу його трансферу, повноцінну угоду.

## Виступи за збірну
2013 року викликався до молодіжної збірної Аргентини. На молодіжному рівні зіграв у 5 офіційних матчах,  в яких забив 2 голи.
Влітку 2017 року дебютував в офіційних матчах у складі національної збірної Аргентини.
У травні 2018 року півзахисник, який на той час провів три гри за збірну, був включений до її заявки на тогорічний чемпіонат світу в Росії. Проте під час підготовки до цього турніру отримав травму і 9 червня 2018 року його було замінено у заявці команди на Енсо Переса.
| Дата      | Місто        | Господарі | Результат | Гості     | Турнір           | Голи | Примітки |
| --------- | ------------ | --------- | --------- | --------- | ---------------- | ---- | -------- |
| 9-6-2017  | Мельбурн     | Бразилія  | 0 – 1     | Аргентина | товариський матч | -    | 81'      |
| 13-6-2017 | Сінгапур     | Сінгапур  | 0 – 6     | Аргентина | товариський матч | -    | 60'      |
| 23-3-2018 | Манчестер    | Аргентина | 2 – 0     | Італія    | товариський матч | 1    |          |
| 29-5-2018 | Буенос-Айрес | Аргентина | 4 – 0     | Гаїті     | товариський матч | -    | 59'      |
| 10-9-2019 | Сан-Антоніо  | Аргентина | 4 – 0     | Мексика   | товариський матч | -    | 77'      |
| Усього    |              | Матчів    | 5         |           | Голів            | 1    |          |

## Досягнення
- Чемпіон Аргентини:

«Рівер Плейт»: 2014
- Переможець Ліги конференцій УЄФА (1):

«Вест Гем Юнайтед»: 2022–23
- Переможець Суперкласіко де лас Амерікас: 2017